# Isaak Grigorjewitsch Orschanski

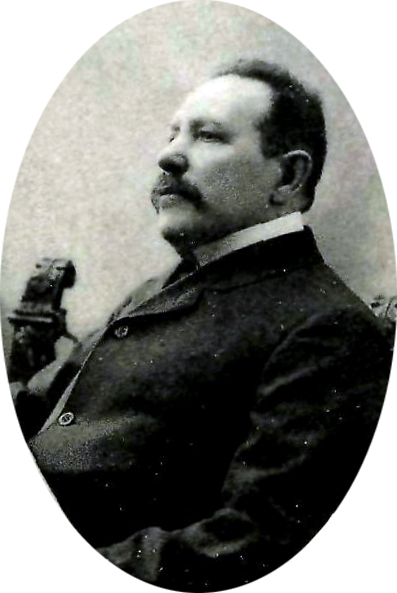
Isaak Orschanski (1905)

Isaak Grigorjewitsch Orschanski (russisch Исаак Григорьевич Оршанский; * 1851 in Jekaterinoslaw; † 1923) war ein russischer Psychiater und Hochschullehrer (Universität Charkiw).

## Leben
Orschanski war Bruder des russischen Juristen und Historikers Ilja Grigorjewitsch Orschanski (1846–1875). Er studierte Medizin in Moskau, absolvierte ein Praktikum in Leipzig, promovierte in St. Petersburg und war 1876 Militärarzt im Russisch-Osmanischen Krieg. Danach kehrte er nach St. Petersburg zurück, wo er 1878 ein Buch über Schlaf und Wachzustand veröffentlichte. Von 1879 bis 1881 leitete er die psychiatrische Abteilung eines Spitals in Jekaterinoslaw. Danach studierte er eineinhalb Jahre lang Nerven- und Geisteskrankheiten in Berlin und Leipzig sowie in Paris bei Jean-Martin Charcot. 1884 wurde er als Lektor an die Universität Charkiw berufen, worauf einige Auslandsaufenthalte in Laboratorien von Koryphäen seines Fachs folgten. 1892 veröffentlichte er seine Etude sur L'hérédité normale et pathologique, für die er 1894 den Titel des Professors erhielt. Für seine Verdienste wurde ihm der Makarius Bulgakow–Preis verliehen.
Auf Deutsch erschien von ihm 1903 Die Vererbung im gesunden und krankhaften Zustande und die Entstehung des Geschlechts beim Menschen.